# Emanuele Requesens
Emanuele Requesens, principe di Pantelleria (Palermo, ... – Palermo, 24 marzo 1848), è stato un patriota e politico italiano, cittadino del Regno di Sicilia.

## Biografia
Cavaliere dell'Ordine di Malta e fervente indipendentista, Emanuele Requesens fu membro della Giunta provvisoria di Palermo durante la Rivoluzione siciliana del 1820 e Presidente del Comitato di Guerra allo scoppio della Rivoluzione siciliana del 1848.
Nel 1835, a causa dei debiti, fu costretto a cedere alla famiglia Varvaro la storica residenza di famiglia, il Palazzo Pantelleria sito nei dintorni della Chiesa di San Domenico. Tuttavia il nuovo acquirente gli consentì di continuare a vivere nel palazzo vita natural durante.
Morì proprio nel palazzo il giorno prima della riapertura del Parlamento siciliano il 25 marzo 1848. Con lui si estinse la famiglia Requesens.
All'esterno del palazzo una targa reca la seguente iscrizione:
GRAVE D'ANNI MA GIOVANE D'ANIMO

MORIVA AL 24 DI MARZO 1848

EMANUELE REQUESENS

PRINCIPE DI PANTELLERIA

SEMPRE DEL BENE DELLA SICILIA

AMATORE FERVENTISSIMO

CHE IL DÌ TERZO DELLA RIVOLUZIONE

SCELTO A PRESIEDERE IL COMITATO DELLA GUERRA

ACCETTÒ E VI STETTE

INTREPIDO AI PERICOLI CRESCENTI

PER I SOPRAVVENUTI NEMICI

E MORENTE RACCOLSE L'ULTIMA GIOIA

NELLA FESTA INAUGURALE DEL DOMANI

CHE APRIVA IL PARLAMENTO SICILIANO

MUTO DA TRENTATRÈ ANNI

PER TRACOTANZA DI RE SPERGIURI»